# Gabriel Slaughter

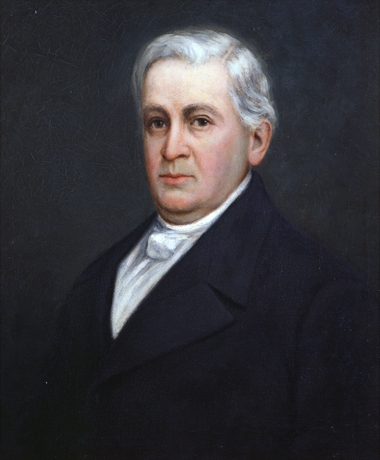
Gabriel Slaughter, gemalt im Jahr 1908

Gabriel Slaughter (* 12. Dezember 1767 im Culpeper County, Colony of Virginia; † 19. September 1830 im Mercer County, Kentucky) war ein US-amerikanischer Politiker (Demokratisch-Republikanische Partei) und Gouverneur des Bundesstaates Kentucky.

## Frühe Jahre und Aufstieg
Schon früh kam Gabriel Slaughter mit seinen Eltern in das heutige Kentucky, das damals noch Teil von Virginia war. Er wurde an den örtlichen Schulen unterrichtet und arbeitete anschließend als Farmer. 1795 wurde er von Gouverneur Isaac Shelby zum Friedensrichter im Mercer County ernannt, im Jahr 1803 begann seine militärische Karriere als Oberstleutnant bei der Miliz von Kentucky. Seine militärische Karriere erreichte ihren Höhepunkt mit der Schlacht von New Orleans Anfang 1815, bei der er sich durch seinen Einsatz und Tapferkeit auszeichnete. Seine politische Karriere begann 1797, als er in das Repräsentantenhaus von Kentucky gewählt wurde. Dort verblieb er drei Jahre; anschließend wurde er in den Staatssenat gewählt, dem er bis 1808 angehörte. Bei den Gouverneurswahlen des Jahres 1808 wurde er zum Vizegouverneur von Kentucky gewählt, womit er die nächsten vier Jahre Stellvertreter des Gouverneurs Charles Scott war.

## Gouverneur von Kentucky
Bei der Gouverneurswahl 1812 wurde Richard Hickman Vizegouverneur, während bei der Wahl vier Jahre später erneut Slaughter das Amt übernehmen konnte. Gouverneur George Madison war allerdings bereits zum Zeitpunkt der Wahl schwer an Tuberkulose erkrankt und starb nur fünf Wochen nach seiner Amtseinführung im Oktober 1816. Damit fiel Slaughter der Posten des Gouverneurs zu. Zunächst gab es einige innenpolitische Debatten über die Rechtslage. Da mit Madison zum ersten Mal ein Gouverneur im Amt verstorben war, erhob sich die Frage, ob man sofort Neuwahlen ausschreiben und der Vizegouverneur nur die Zeit bis dahin überbrücken sollte, oder ob der Vizegouverneur die restliche Amtszeit Madisons beendet. Schließlich entschied man sich für die zweite Variante, die auch auf Bundesebene zwischen Präsident und Vizepräsident praktiziert wird. Gleich zu Beginn seiner Amtszeit beging er den Fehler, den noch von Madison ernannten populären Staatssekretär Charles Stewart Todd zu entlassen und statt seiner den äußerst unpopulären früheren Senator John Pope zu ernennen. Dies und noch einige andere personelle Veränderungen schmälerten seine Beliebtheit bei der Bevölkerung. Hinzu kam 1819 noch eine wirtschaftliche Krise. Auf der anderen Seite förderte Slaughter den Ausbau der Infrastruktur und des Bildungswesens in Kentucky.

## Lebensabend und Tod
Gabriel Slaughter war dreimal verheiratet und hatte insgesamt fünf Kinder.
Auch nach dem Ende seiner Amtszeit blieb Slaughter politisch aktiv. Im Jahr 1823 wurde er noch einmal für eine Legislaturperiode in das Repräsentantenhaus von Kentucky gewählt. Danach widmete er sich vor allem kirchlichen Aufgaben. Er starb am 19. September 1830.